# The Voice Kids/Staffel 13
Die dreizehnte Staffel der deutschen Gesangs-Castingshow The Voice Kids wurde vom 21. Februar bis zum 18. April 2025 im Fernsehen ausgestrahlt. Die TV-Ausstrahlung erfolgte, wie bereits in den Staffeln 1 bis 4 und seit Staffel 10, freitags. Moderiert wurde diese Staffel erneut von Thore Schölermann und Melissa Khalaj. Die Jury bestand aus der Musikerin Ayliva, der Silbermond Sängerin Stefanie Kloß, dem Sänger Clueso und dem Singer-Songwriter Wincent Weiss.

## Erste Phase: Blind Auditions
| Folge  | Die Coaches und ihre Kandidaten                         | Die Coaches und ihre Kandidaten                                              | Die Coaches und ihre Kandidaten                                         | Die Coaches und ihre Kandidaten                                    |
| Folge  | Wincent Weiss                                           | Ayliva                                                                       | Clueso                                                                  | Stefanie Kloß                                                      |
| ------ | ------------------------------------------------------- | ---------------------------------------------------------------------------- | ----------------------------------------------------------------------- | ------------------------------------------------------------------ |
| 01     | Neo (14 Jahre) Tuana (14 Jahre)                         | Emily (15 Jahre) Alissia (10 Jahre)                                          | Piet (14 Jahre) Liva (11 Jahre)                                         | Luna (15 Jahre) Lilo (11 Jahre)                                    |
| 02     | Fabian (15 Jahre) Nele (9 Jahre) Ananthu (14 Jahre)     | Eva (13 Jahre) Athanasios (10 Jahre)                                         | Jamil (11 Jahre) Daryan (13 Jahre)                                      | Claudius (14 Jahre) Arhanna (12 Jahre)                             |
| 03     | Josh (15 Jahre) Viktoria (9 Jahre) Salvatore (15 Jahre) | Ella (11 Jahre) Sanvi (14 Jahre)                                             | Christian (15 Jahre) Volodymyr (13 Jahre)                               | Dana & Fabrice (12 & 10 Jahre) Mariana (13 Jahre) Neila (13 Jahre) |
| 04     | Sofia (9 Jahre) Nikolas (13 Jahre) Anna (12 Jahre)      | Cataleya (11 Jahre) Luca (12 Jahre)                                          | Lena (12 Jahre) Elias (15 Jahre) Marlene (13 Jahre)                     | Jonas (13 Jahre) Max (14 Jahre)                                    |
| 05     | Alwin (13 Jahre)                                        | Maximilian (12 Jahre) Angelina (15 Jahre) Leonie (13 Jahre) Malou (12 Jahre) | Madelene (14 Jahre) Vincent (12 Jahre) Sohum (12 Jahre) Anna (15 Jahre) | Helena (11 Jahre) Ava (14 Jahre)                                   |
| 06     | Sophie (15)                                             | Ian (15)                                                                     | –                                                                       | Tabea (13)                                                         |
| Gesamt | 13                                                      | 13                                                                           | 13                                                                      | 12                                                                 |

## Zweite Phase: Knockouts
In der 13. Staffel wurden wie in der 11 Staffel wieder die Knockouts als zweite Runde durchgeführt. Jeder Coach teilte seine in den Blind Auditions weitergekommenen Kandidaten und Kandidatinnen in drei Gruppen à vier oder fünf Teilnehmer ein. Jeder von ihnen trug nacheinander einen Song vor, wonach der jeweilige Coach einen aus jeder Gruppe direkt ins Finale wählte.
| Episode | Coach    | Gast-Coach     | Kandidat                          | Song                          |
| ------- | -------- | -------------- | --------------------------------- | ----------------------------- |
| 06      | Wincent  |                | Sofia                             | Wannabe                       |
| 06      | Wincent  | Neo            | I Have Nothing                    |                               |
| 06      | Wincent  | Anna           | Tattoo                            |                               |
| 06      | Wincent  | Fabian         | Stitches                          |                               |
| 06      | Wincent  | Viktoria       | Willst du einen Schneemann bauen? |                               |
| 06      | Stefanie | Joris          | Claudius                          | Rest der Welt                 |
| 06      | Stefanie | Joris          | Luna                              | Clown                         |
| 06      | Stefanie | Joris          | Mariana                           | Nuestra canción               |
| 06      | Stefanie | Joris          | Max                               | Rock & Roll Queen             |
| 06      | Ayliva   |                | Sanvi                             | Control                       |
| 06      | Ayliva   | Angelina       | Human                             |                               |
| 06      | Ayliva   | Luca           | Perfect                           |                               |
| 06      | Ayliva   | Eva            | Bust Your Windows                 |                               |
| 07      | Stefanie |                | Lilo                              | Cover Me in Sunshine          |
| 07      | Stefanie | Jonas          | Dancing on My Own                 |                               |
| 07      | Stefanie | Dana & Fabrice | When You’re Gone                  |                               |
| 07      | Stefanie | Helena         | Creep                             |                               |
| 07      | Wincent  | Montez         | Ananthu                           | Are You Gonna Be My Girl      |
| 07      | Wincent  | Montez         | Nele                              | Symphonie                     |
| 07      | Wincent  | Montez         | Tuana                             | Sen İstanbul’sun              |
| 07      | Wincent  | Montez         | Alwin                             | Vois sur ton chemin           |
| 07      | Clueso   |                | Liva                              | Uptown Funk                   |
| 07      | Clueso   | Marlene        | Ich wünschte, du wärst verloren   |                               |
| 07      | Clueso   | Jamil          | Ohne Dich                         |                               |
| 07      | Clueso   | Sohum          | Ocean Eyes                        |                               |
| 07      | Clueso   | Volodymyr      | Feeling Good                      |                               |
| 07      | Ayliva   | Nico Santos    | Emily                             | Because of You                |
| 07      | Ayliva   | Nico Santos    | Maximilian                        | Can You Feel the Love Tonight |
| 07      | Ayliva   | Nico Santos    | Leonie                            | Unwritten                     |
| 07      | Ayliva   | Nico Santos    | Ian                               | Until I Found You             |
| 07      | Clueso   | Kelvin Jones   | Piet                              | Der Himmel soll warten        |
| 07      | Clueso   | Kelvin Jones   | Anna                              | You’re Still the One          |
| 07      | Clueso   | Kelvin Jones   | Vincent                           | Eyes Closed                   |
| 07      | Clueso   | Kelvin Jones   | Elias                             | Wonderwall                    |
| 08      | Wincent  | Montez         | Salvatore                         | I’m Still Standing            |
| 08      | Wincent  | Montez         | Sophie                            | The Show Must Go On           |
| 08      | Wincent  | Montez         | Nikolas                           | As It Was                     |
| 08      | Wincent  | Montez         | Josh                              | Rise Like a Phoenix           |
| 08      | Clueso   | Kelvin Jones   | Madelene                          | What About Us?                |
| 08      | Clueso   | Kelvin Jones   | Daryan                            | Die with a Smile              |
| 08      | Clueso   | Kelvin Jones   | Lena                              | Hässlich                      |
| 08      | Clueso   | Kelvin Jones   | Christian                         | When I Grow Up                |
| 08      | Ayliva   | Nico Santos    | Cataleya                          | Price Tag                     |
| 08      | Ayliva   | Nico Santos    | Malou                             | Impossible                    |
| 08      | Ayliva   | Nico Santos    | Athanasios                        | Verlierer                     |
| 08      | Ayliva   | Nico Santos    | Ella                              | Big Girls Don’t Cry           |
| 08      | Ayliva   | Nico Santos    | Alissia                           | Alles nichts ohne Dich        |
| 08      | Stefanie | Joris          | Arhanna                           | Million Reasons               |
| 08      | Stefanie | Joris          | Tabea                             | Vienna                        |
| 08      | Stefanie | Joris          | Neila                             | People Help the People        |
| 08      | Stefanie | Joris          | Ava                               | Murder on the Dancefloor      |

## Dritte Phase: Das Finale
| Episode | Startnr. | Coach    | Kandidat | Song                                                           |
| ------- | -------- | -------- | -------- | -------------------------------------------------------------- |
| 09      | 1        | Clueso   | Daryan   | Purple Rain von Prince                                         |
| 09      | 2        | Wincent  | Tuana    | Titanium von David Guetta feat. SIA                            |
| 09      | 3        | Ayliva   | Ian      | Unchained Melody von The Righteous Brothers                    |
| 09      | 4        | Stefanie | Arhanna  | Beautiful Things von Benson Boone                              |
| 09      | 5        | Clueso   | Sohum    | Somewhere Over The Rainbow von Judy Garland                    |
| 09      | 6        | Wincent  | Josh     | Run von Leona Lewis                                            |
| 09      | 7        | Stefanie | Helena   | Voyage Voyage von Desireless                                   |
| 09      | 8        | Wincent  | Neo      | All By Myself von Céline Dion                                  |
| 09      | 9        | Ayliva   | Eva      | Oscar Winning Tears von Raye                                   |
| 09      | 10       | Stefanie | Luna     | If I Ain't Got You von Alicia Keys                             |
| 09      | 11       | Ayliva   | Malou    | Skinny Love von Birdy                                          |
| 09      | 12       | Clueso   | Piet     | Zeit, Dass Sich Was Dreht von Herbert Grönemeyer und Soho Bani |

## Einschaltquoten
| Datum            | Phase                     | Einschaltquote | Einschaltquote Zielgruppe | Marktanteil | Marktanteil Zielgruppe |
| ---------------- | ------------------------- | -------------- | ------------------------- | ----------- | ---------------------- |
| 21. Februar 2025 | Blind Auditions           | 1,19 Mio.      | 0,40 Mio.                 | 4,8 %       | 7,9 %                  |
| 28. Februar 2025 | Blind Auditions           | 1,28 Mio.      | 0,46 Mio.                 | 5,2 %       | 9,1 %                  |
| 07. März 2025    | Blind Auditions           | 1,11 Mio.      | 0,41 Mio.                 | 4,9 %       | 9,4 %                  |
| 14. März 2025    | Blind Auditions           | 1,22 Mio.      | 0,42 Mio.                 | 5,2 %       | 8,9 %                  |
| 21. März 2025    | Blind Auditions           | 1,18 Mio.      | 0,41 Mio.                 | 5,2 %       | 9,4 %                  |
| 28. März 2025    | Blind Auditions/Knockouts | 1,06 Mio.      | 0,37 Mio.                 | 4,7 %       | 8,1 %                  |
| 4. April 2025    | Knockouts                 | 1,08 Mio.      | 0,34 Mio.                 | 5,1 %       | 8,1 %                  |
| 11. April 2025   | Knockouts                 | 0,95 Mio.      | 0,24 Mio.                 | 4,4 %       | 5,5 %                  |
| 18. April 2025   | Finale                    | 1,23 Mio.      | 0,46 Mio.                 | 6,0 %       | 11,1 %                 |